# Chera (kommun)
Chera är en kommun i Spanien.   Den ligger i provinsen Província de València och regionen Valencia, i den östra delen av landet, 250 km öster om huvudstaden Madrid. Antalet invånare är 582. Arean är 55 kvadratkilometer. Chera gränsar till Requena, Gestalgar, Loriguilla, Sot de Chera och Siete Aguas. 
Terrängen i Chera är kuperad.